# Норденшёльд, Нильс Густав
Нильс Густав Норденшёльд (швед. Nils Gustaf Nordenskiöld, нем. Nils von Nordenskjöld, устар. Нильс Норденшильд) (1792—1866) — финский минералог, химик и горный инженер на службе в Российской империи. Член-корреспондент Императорской Академии наук, создатель и президент Финского научного общества.
Известен как автор атомистико-химической классификации минералов. Описал много новых минеральных видов и их физических и химических свойств.
Первым провёл химический анализ метеорита в 1821 году и установил единство земных и внеземных элементов.

## Биография
Нильс Норденшёльд родился в 1792 году в южной Финляндии (которая была тогда частью королевства Швеция) в семье полковника Г. А. Норденшёльда (1745—1821), брата алхимика А. Норденшёльда (1754—1792).
Н. Г. Норденшёльд изучал минералогию в Гельсингфорсе и в Швеции. Затем был назначен инспектором шахт Великого Княжества Финляндского(c 1809 года, в Российской Империи).
Описал и обнаружил множество полезных ископаемых, ранее неизвестных в Финляндии и России.
В 1820 году издал трактат «Bidrag till närmare kännedom af Finlands mineralier och geognosie», который стал первым научным руководством по финским полезным ископаемым. Он также опубликовал ряд статей в иностранных журналах, которые принесли ему известность далеко за пределами Скандинавии.
Н. Г. Норденшёльд возвратился в Финляндию в 1823 году.
В 1828 году был назначен главой недавно созданного Горного департамента Финляндии, которым он оставался до своей смерти.
В 1842 году Норденшёльд назвал один из описанных им минералов в честь Августа Александра Кеммерера.
Отличавшие весь род Норденшёльдов энергия и стойкость перешли к сыну Нильса Густава, Адольфу, унаследовавшему, кроме того, от отца страсть к естественным наукам.

### Семья
- Братья: Karl Gustaf Nordenskiöld и Otto Gustaf Nordenskiöld
- Сестра: Flora Nordenskiöld
- Жена: Margareta Sofia Nordenskiöld
- Дети: Adolf Gustaf Nordenskiöld и Hedvig Eleonora Lilliehöök af Fårdala

## Награды
Российские
- Орден Святого Владимира 4-й степени (14 августа 1830)
- Орден Святого Станислава 3-й степени
- Орден Святого Станислава 2-й степени (12 августа 1835)
- Орден Святой Анны 2-й степени (10 мая 1839)

Иностранные
- Шведский орден Полярной звезды, рыцарский крест (Рыцарь первого класса — RNO1kl) (18 августа 1842)

## Членство в организациях

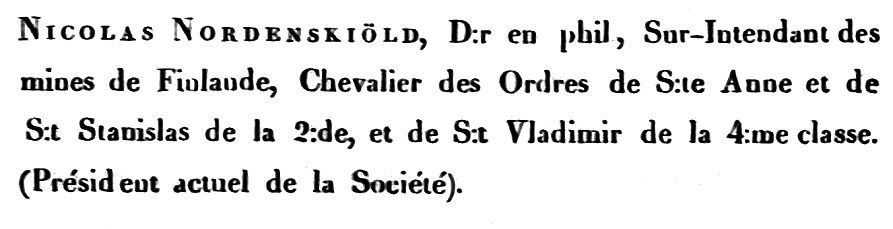
Президент Финского научного общества, 1842

- 1819 — член-корреспондент Императорской академии наук[7].
- 1823 — действительный член Московского общества испытателей природы.
- 1838 — создал и руководил (1841—1842) Финским научным обществом, которая позже стала Финской академией наук.
- 1841 — действительный член Санкт-Петербургского минералогического общества.
- 1853 — иностранный член Шведской королевской академии наук.

## Описанные им минералы

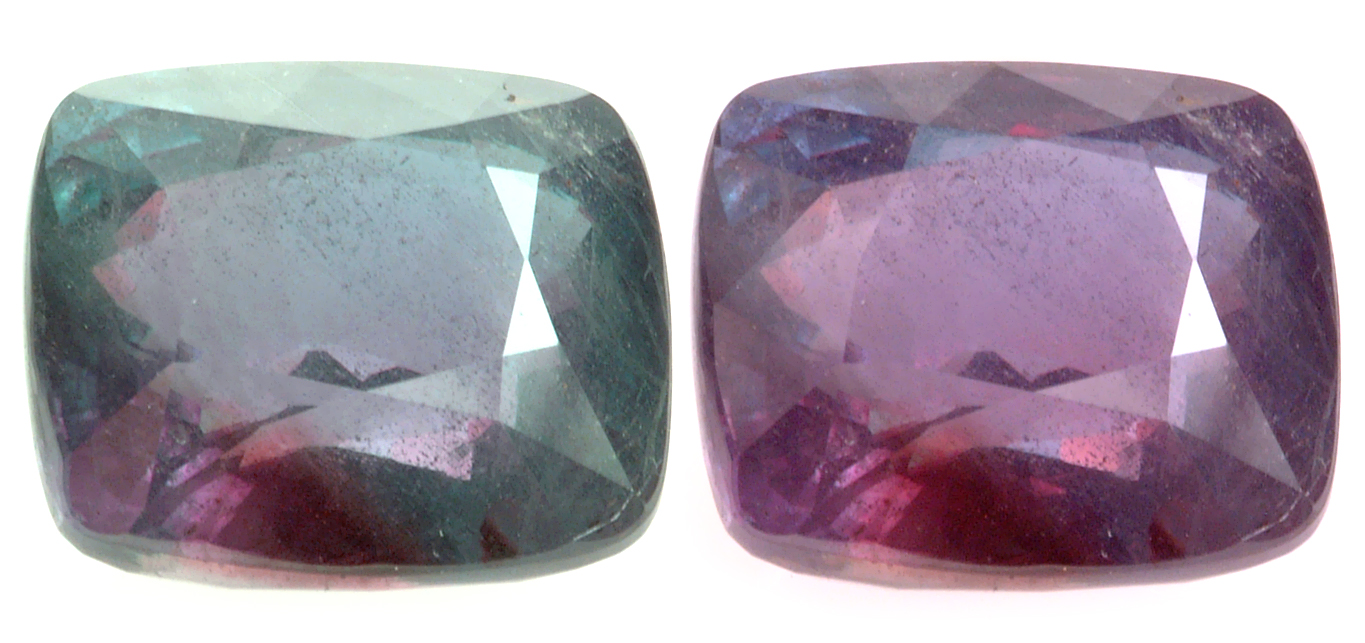
Александрит

- Александрит — по легенде, 17 апреля 1834 года Нильс Норденшёльд нашёл странный по цвету камень. Сначала, наблюдая густой зелёный цвет и низкие показатели преломления, Норденшёльд решил, что это не вполне чистый изумруд. Однако, твёрдость его была 8,5 вместо 7,5 (обычной для изумруда). Не имея возможности закончить диагностику на месте, в полевых условиях, минералог положил странный камень в карман, решив изучить образец на досуге. Случай представился только поздним вечером. Норденшёльд вынул камень и решил как следует рассмотреть его при зажжённых свечах. Однако в руках учёного вместо зелёного камня — был ярко-красный кристалл. Так был открыт александрит, названный в честь будущего царя Александра II, праздновавшего именно в этот день своё совершеннолетие[8]. Александрит был описан Н. Норденшёльдом в 1842 году[9].
- Демидовит — уральский минерал, назван в 1856 году в честь А. Н. Демидова[10].
- Румянцеви́т — (устар. румянцови́т)[11] — плотные агрегаты буровато-красного, красновато-бурого гроссуляра (гессонита). Описан Н. Норденшёльдом, в 1818 году он сделал о нём доклад в Академии наук, который был опубликован в 1820 году[12]. Назван в честь П. А. Румянцева.

## Память
В честь Нильса Норденшёльда были названы:
- В 1854 году — минерал норденшёльдит[13]
- Улица в Хельсинки.